# 앤 슈메이커

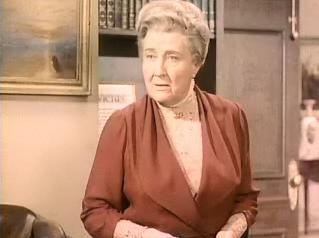

앤 슈메이커(Ann Shoemaker, 1891년 1월 10일 ~ 1978년 9월 18일)는 미국의 배우, 텔레비전 배우, 영화배우, 연극 배우이다.
브루클린에서 태어났으며 로스앤젤레스에서 사망하였다. 사인은 질병이다.

## 영화
- 포춘 쿠키 (1966년)
- 선라이즈 앳 캠포벨로 (1960년) - 사라 델라노 루즈벨트 역
- 여인의 비밀 (1949년)
- 스튜디오 원 (1948년)
- 마법의 도시 (1947년)
- 써티 세컨즈 오버 도쿄 (1944년)
- 유윌 네버 겟 리치 (1941년)
- 스트라이크 업 더 밴드 (1940년)
- 데이 올 컴 아웃 (1939년)
- 베이비 인 암스 (1939년)
- 데이 원트 포겟 (1937년) - 미시즈 마운트포드 역
- 라이프 오브 더 파티 (1937년)
- 스텔라 달라스 (1937년)
- 엘리스 아담스 (1935년)